# Sembayashi-Omiya (métro d'Osaka)
Sembayashi-Omiya (千林大宮駅, Sembayashi-Omiya-eki) est une station du métro d'Osaka sur la ligne Tanimachi, située dans l'arrondissement de Asahi à Osaka.

## Situation sur le réseau
La station Sembayashi-Omiya est située au point kilométrique (PK) 4,0 de la ligne Tanimachi.

## Histoire
La station a été inaugurée le 6 avril 1977.

## Services aux voyageurs

### Accès et accueil
La station est ouverte tous les jours.

### Desserte
- Ligne Tanimachi :
  - voie 1 : direction Yaominami
  - voie 2 : direction Dainichi

## Environs
- Gare Keihan Sembayashi
- Osaka Institute of Technology
- Sanctuaire Oomiya-jinja (ja)